# Genocidio en Bosnia
El término genocidio bosnio es utilizado para referirse o bien al genocidio cometido por las fuerzas serbio-bosnias en Srebrenica en 1995 (Masacre de Srebrenica), o bien a la limpieza étnica que tuvo lugar durante 1992-1995 en la llamada guerra de Bosnia, ambos dentro del contexto de las guerras yugoslavas.
En la terrible década de 1990, varias autoridades, en línea con una minoría de académicos juristas, afirmaron que la limpieza étnica tal y como fue llevada a cabo por elementos del ejército serbio-bosnio constituía un genocidio. Esto incluyó una resolución de la Asamblea General de las Naciones Unidas y tres condenas por genocidio en los juzgados alemanes, basadas en una interpretación más amplia del término genocidio que el utilizado por las cortes internacionales.
En el 2005, el Congreso de los Estados Unidos aprobó una resolución que declaraba que "las políticas serbias de agresión y limpieza étnica cuadran con los términos que definen un genocidio"; sin embargo, junto con la mayoría de académicos juristas, el Tribunal Penal Internacional para la ex Yugoslavia (TPIY) y la Corte Internacional de Justicia (CIJ) determinaron que, para que las acciones sean juzgadas como genocidio, debe haberse dado la destrucción física o biológica de un grupo protegido y una intención específica para cometer tal destrucción. Hasta la fecha solo la masacre de Srebrenica ha sido declarada como un acto de genocidio por la TPIY, una conclusión apoyada por la Corte Internacional de Justicia.

## Masacre de Srebrenica

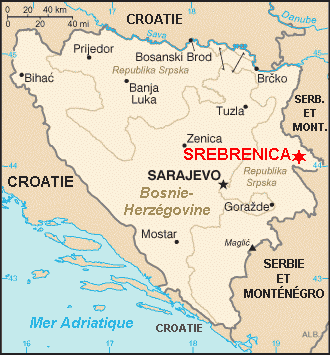
Ubicación de Srebrenica dentro de Bosnia y Herzegovina.

La Masacre de Srebrenica consistió en el asesinato de unos 8.000 musulmanes bosnios en la región de Srebrenica, en julio de 1995, durante la Guerra de Bosnia. Dicho asesinato masivo, llevado a cabo por unidades del Ejército de la República Srpska, el VRS, bajo el mando del general Ratko Mladić, así como por un grupo paramilitar serbio conocido como “Los Escorpiones”, se produjo en una zona previamente declarada como "segura" por las Naciones Unidas, ya que en ese momento se encontraba bajo la “protección” de 400 cascos azules holandeses. Aunque se buscó especialmente la eliminación de los varones musulmanes bosnios, la masacre incluyó el asesinato de niños, adolescentes, mujeres y ancianos, con el objetivo de conseguir la limpieza étnica de la ciudad. El número exacto seguirá seguramente siendo un misterio, el dato más exacto habla de 8.373 personas. La ONG Madres de Srebrenica ha elaborado un registro de 8.106 desaparecidos. Los testimonios de supervivientes de la masacre son espeluznantes, tal y como se recoge en informes realizados por Médicos Sin Fronteras y otras ONGs presentes en la zona.
Tras los Acuerdos de Dayton, que pusieron fin a la guerra, Srebrenica quedó ubicada en la subdivisión del país denominada República Srpska, que agrupa al 90% de los serbios de Bosnia.

## Personas acusadas de genocidio durante la Guerra de Bosnia

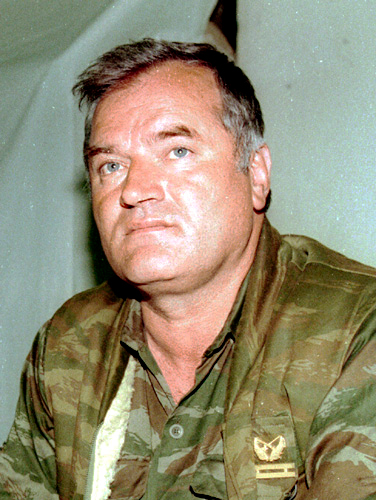
Ratko Mladić, jefe de Estado Mayor del Ejército de la República Srpska (VRS) durante la guerra en Bosnia.

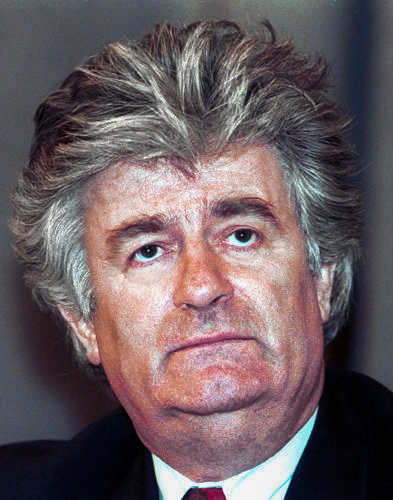
Radovan Karadžić, presidente de la República Srpska entre 1992 y 1996.

Alrededor de 30 personas han sido procesadas por participar en el genocidio o por complicidad en el genocidio desde inicios de la década de 1990 en Bosnia y Herzegovina. A la fecha, tras varios acuerdos judiciales y algunas condenas que fueron cuestionadas en apelaciones, solo Radislav Krstić ha sido encontrado culpable de complicidad en el genocidio por una corte internacional. Otros tres procesados han sido declarados culpables de participar en genocidios en Bosnia por cortes alemanas, uno de los cuales, Nikola Jorgic, perdió su apelación en contra de su condena ante el Tribunal Europeo de Derechos Humanos. 
El 29 de julio de 2008, el Tribunal del Estado de Bosnia y Herzegovina encontró a Milenko Trifunović, Brano Džinić, Aleksandar Radovanović, Miloš Stupar, Slobodan Jakovljević, Branislav Medan y Petar Mitrović culpables de genocidio por su participación en la masacre de Srebrenica. Milorad Trbic, un exmiembro de las fuerzas de seguridad serbio-bosnias, está siendo juzgado en la actualidad en Bosnia y Herzegovina. Ha sido acusado de varios cargos, entre estos el genocidio.
Slobodan Milošević, expresidente de Serbia y Yugoslavia, fue la figura política más antigua en ser juzgada por el TPIY. El 11 de marzo de 2006, falleció durante su juicio en el cual estaba siendo acusado de genocidio o complicidad de genocidio en territorios al interior de Bosnia y Herzegovina. No se dio a conocer un veredicto. El TPIY emitió una orden de arresto para Radovan Karadžić y Ratko Mladić por varios cargos, incluyendo genocidio. Karadžić fue detenido en Belgrado el 21 de julio de 2008 y fue transferido bajo custodia del TPIY en La Haya nueve días después, el 30 de julio. Mladić se mantuvo prófugo hasta que el 26 de mayo de 2011 fue arrestado en Lazarevo, en la provincia de Voivodina, al norte de Serbia.

## Reacción internacional

### Naciones Unidas
El 18 de diciembre de 1992, el preámbulo de la Resolución 47/121 de la Asamblea General de las Naciones Unidas consideraba a la limpieza étnica como una forma de genocidio al declarar que:

Profundamente preocupados por el empeoramiento de la situación en la República de Bosnia y Herzegovina debido a la intensificación de actos de agresión por las fuerzas de Serbia y Montenegro para adquirir más territorios por la fuerza, que se caracteriza por un patrón constante de violaciones graves y sistemáticas a los derechos humanos, una creciente población refugiada, como consecuencia de las expulsiones masivas de civiles indefensos de sus hogares, y la existencia en áreas controladas por serbios y montenegrinos de campos de concentración y centros de detención, en pos de la abominable política de limpieza étnica, que es una forma de genocidio...
Asamblea General de las Naciones Unidas

El 12 de julio de 2007, en su fallo sobre el caso Jorgic v. Alemania, el Tribunal Europeo de Derechos Humanos anotó que: 

el TPIY, en sus sentencias en los casos de "Fiscalía v. Krstic" y "Fiscalía v. Kupreskic", estuvo expresamente en desacuerdo con la amplia interpretación del «propósito de destruir», tal y como fue adoptada por la Asamblea General de la ONU y los tribunales alemanes. En relación con el principio de nullum crimen sine lege, el TPIY consideró que el genocidio, tal como lo define el derecho internacional público, comprende solamente actos encaminados a la destrucción física o biológica de un grupo protegido.
Tribunal Europeo de Derechos Humanos

### Tribunal Penal Internacional para la ex Yugoslavia

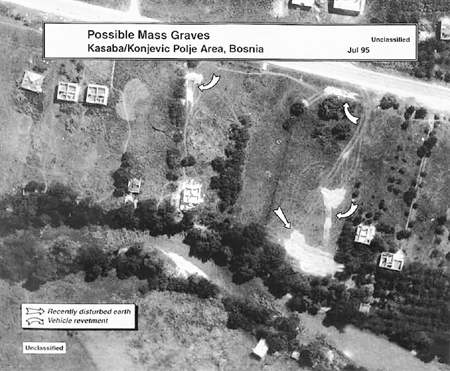
En la imagen de satélite, tomada días después de la masacre en los alrededores de Nova Kasaba, se observan áreas de tierra removidas (señaladas con flechas) que son consideradas fosas comunes. Esta fotografía fue presentada por Madeleine Albright ante la ONU el 9 de agosto de 1995.

En 2001, el Tribunal Penal Internacional para la ex Yugoslavia (TPIY) dictaminó que la Masacre de Srebrenica de 1995 fue un genocidio. En el fallo unánime del caso "Fiscalía v. Krstić", la Cámara de Apelaciones del TPIY, ubicado en La Haya, reafirmó que la masacre de Srebrenica fue un genocidio. Así, el juez que presidía la sesión Theodor Meron declaró que:

Al tratar de eliminar a una parte de los bosnios musulmanes, las fuerzas serbio-bosnias cometieron genocidio. Ellas fijaron como objetivo la extinción de cuarenta mil bosnios musulmanes que vivían en Srebrenica, un grupo que era emblemático de los bosnios musulmanes en general. Despojaron a todos los prisioneros musulmanes, tanto militares como civiles, ancianos y jóvenes, de sus posesiones personales e identificación, y los mataron deliberada y metódicamente únicamente sobre la base de su identidad.

En septiembre de 2006, el exlíder serbio-bosnio Momcilo Krajisnik fue encontrado culpable de múltiples instancias de crímenes contra la humanidad, pero si bien los jueces del TPIY hallaron evidencia de que los crímenes cometidos en Bosnia constituían el acto criminal de genocidio (actus reus), no determinaron que el acusado poseía intención genocida o que era parte de una iniciativa criminal que tuvo tal intención (mens rea).

### Resoluciones H.199 y S.134 de Estados Unidos
El 27 de junio de 2005, la Cámara de Representantes de los Estados Unidos aprobó una resolución (H. 199, patrocinada por el congresista Christopher Smith con 39 coauspiciadores) que conmemoraba el 10º aniversario de la masacre de Srebrenica. La resolución fue aprobada con una mayoría abrumadora de 370 votos a favor, 1 en contra y 62 abstenciones. La resolución consistía en una medida bipartidaria para conmemorar el décimo aniversario del 11 de julio de 1995 de la masacre de Srebrenica.
La versión del Senado de los Estados Unidos, la Resolución S. 134, fue presentada por el senador Gordon Smith y fue aprobada en el Senado el 22 de junio de 2005, sin enmienda alguna y con acuerdo unánime. Los sumarios de los resoluciones son idénticos, con la excepción del nombre de la cámara que aprobó la resolución:

Expresa el sentir de la Cámara de Representantes / Senado sobre 
(1) los miles de inocentes ejecutados en Srebrenica en  Bosnia y Herzegovina en julio de 1995, junto con todos los individuos que fueron victimados durante el conflicto y genocidio en Bosnia y Herzegovina entre 1992 y 1995, deben ser recordados y honrados;
(2) las políticas serbias de agresión y limpieza étnica cumplen con los términos que definen el genocidio;
(3) los extranjeros, incluyendo los ciudadanos estadounidenses, que arriesgaron y, en algunos casos, perdieron sus vidas en Bosnia y Herzegovina deben ser recordados y honrados;
(4) las Naciones Unidas (ONU) y sus Estados miembros deben aceptar su parte de responsabilidad por permitir la masacre de Srebrenica y el genocidio que tuvo lugar, y procurar asegurar que esto no suceda otra vez en crisis futuras;
(5) es de interés nacional estadounidense que los individuos responsables rindan cuenta de sus actos;
(6) las personas acusadas por el Tribunal Penal Internacional para la ex Yugoslavia (TPIY) deben ser detenidos y transferidos a La Haya sin más demora, y los países deben cumplir sus obligaciones en cooperar con el TPIY; y
(7) los Estados Unidos deben apoyar la independencia e integridad territorial de Bosnia y Herzegovina, así como la paz y estabilidad en el sureste de Europa.
 Sumario

### Corte Internacional de Justicia
El 26 de febrero de 2007 la Corte Internacional de Justicia (CIJ), en el Caso de Genocidio en Bosnia concluyó, junto a lo señalado anteriormente por el TPIY, que la masacre de Srebrenica constituyó un genocidio:
La presidenta del CIJ Rosalyn Higgins destacó que existe mucha evidencia que prueba que se cometieron crímenes contra la humanidad y crímenes de guerra en Bosnia y Herzegovina, tales como grandes matanzas, asedio de pueblos, violaciones masivas, tortura, deportación a campos de concentración y centros de detención. La Corte Internacional de Justicia no tiene jurisdicción sobre ellos, debido a que este caso trata "exclusivamente con genocidio en un sentido legal limitado y no en el amplio sentido que a veces se le da al término." Además, la Corte encontró "que Serbia no había cometido genocidio" ni había "conspirado para" o ha "incitado la realización del genocidio"; sin embargo, encontró que Serbia había fracasado en "tomar todas las medidas que estaban en su poder para prevenir el genocidio en Srebrenica" y concordaba con el TPIY en que falló en transferir a Ratko Mladić bajo custodia del TPIY en La Haya y que Serbia debía trasladar a La Haya a todos los individuos acusados por el TPIY, que residieran bajo jurisdicción serbia.

### Corte Europea de Derechos Humanos
En septiembre de 1997, la Corte Superior Regional de Düsseldorf, Alemania, dictaminó una condena de genocidio contra Nikola Jorgić, un serbio-bosnio que fue líder de un grupo paramilitar ubicado en la región de Doboj. Fue sentenciado a cuatro cadenas perpetuas por su participación en acciones genocidas que tuvieron lugar en regiones de Bosnia y Herzegovina, aparte de Srebrenica.
En un fallo emitido el 12 de julio de 2007 sobre el caso "Jorgic v. Alemania", la Corte Europea de Derechos Humanos (CEDH) revisó la sentencia del tribunal alemán contra Jorgic. Al rechazar la apelación de Jorgic, la CEDH afirmó que la sentencia del juzgado alemán era compatible con una interpretación de la Convención para la Prevención y la Sanción del Delito de Genocidio previsible en el tiempo en que Jorgic cometió el crimen en 1992; sin embargo, la CEDH destacó que la sentencia del tribunal alemán, dictaminada sobre la basa de legislación alemana doméstica, había interpretado el crimen de genocidio más ampliamente y en una manera desde entonces rechazada por las cortes internacionales.
Bajo la amplia definición que la judicatura alemana confirmó, la limpieza étnica llevada a cabo por Jorgić fue un genocidio debido a que fue un intento por destruir al grupo como una unidad social y, aunque la mayoría de académicos optó por la interpretación de que la ley alemana sobre el genocidio debía interpretar este como la destrucción física-biológica del grupo protegido, "un número considerable de académicos tenían la opinión de que la noción de destrucción de un grupo como tal, en su significado literal, era más amplia que una exterminación física-biológica y, por tanto, también abarcaba la destrucción de un grupo como una unidad social."
En el caso de la Fiscalía v. Krstic (2 de agosto de 2001), el TPIY dictaminó que "el Derecho internacional consuetudinario limita la definición de genocidio a aquellos actos que buscan la destrucción física o biológica de todo o parte de un grupo. Por tanto, una iniciativa que ataca solo las características culturales o sociológicas de un grupo humano para aniquilar estos elementos que dan a este grupo su propia identidad distintiva del resto de la comunidad no correspondería a la definición de genocidio." El 19 de abril de 2004, esta determinación fue respaldada en la apelación: "La Convención sobre el Genocidio y el Derecho internacional consuetudinario, en general, prohíben solamente la destrucción física o biológica de un grupo humano... La Cámara de Apelaciones reconoció expresamente esta limitación y evitó cualquier definición más amplia..." aunque como la Corte Baja, la corte de apelaciones también dictaminó que la limpieza étnica podía con otra evidencia llevar a inferir una intención genocida. El 14 de enero de 2000, el TPIY dictaminó en el caso Fiscalía v. Kupreškić y otros que la campaña de limpieza étnica del valle de Lašva, cuya finalidad era expulsar a la población bosnia musulmana de la región, fue una persecución y no genocidio per se. La CEDH observó la opinión de la Corte Internacional de Justicia que determinó en el caso de genocidio bosnio que la limpieza étnica no es en sí ni por sí misma un genocidio.
En referencia a los juristas, la CEDH también anotó que "entre los académicos, la mayoría ha adoptado la posición de que la limpieza étnica, en la forma en que fue llevada a cabo por las fuerzas serbias en Bosnia y Herzegovina, con el fin de expulsar a los musulmanes y croatas de sus hogares, no constituyó genocidio; sin embargo, también hay un número considerable de académicos que ha sugerido que estos actos no equivalen a un genocidio."
Habiendo revisado el caso y las sentencias internacionales más recientes sobre el tema, la CEDH dictaminó que "la corte encuentra que la interpretación de las cortes [alemanas] de 'intento de destruir a un grupo' como uno que no requiere la destrucción física del grupo, lo que también ha sido adoptado por unos cuantos académicos... es, por tanto, cubierto por el lenguaje, leído en su contexto, del crimen de genocidio en el Código Penal [alemán] y no parece razonable. Por ello, "en vista de lo precedente, [la CEDH] concluye que, si bien muchas autoridades han favorecido una interpretación limitada del crimen de genocidio, ha habido varias autoridades que han interpretado el delito de genocidio en la misma forma amplia que las cortes alemanas. En estas circunstancias, [la CEDH] encuentra que [Jorgic] podría haber previsto razonablemente que cabía la posibilidad de que fuera acusado de y condenado por genocidio por los actos que cometió en 1992." y, por esta razón, la corte rechazó la aseveración de Jorgic de que se había infringido el artículo 7 (no hay castigo sin ley) de la Convención Europea de Derechos Humanos por parte de Alemania.

## Controversia

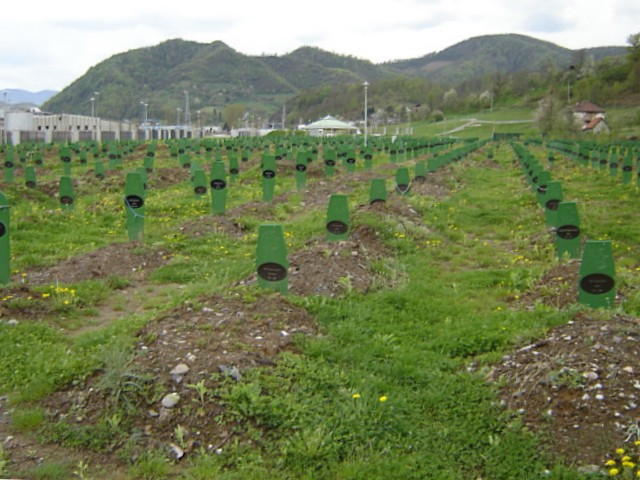
Monumento conmemorativo de la Masacre de Srebrenica.

Existe un desacuerdo significativo entre la parte bosnia y la serbia sobre la posibilidad o la extensión del genocidio en Bosnia durante la Guerra de Bosnia, lo que lo ha convertido en un asunto controvertido y contencioso. La comunidad bosnia sostiene que la masacre de Srebrenica fue solo una instancia de lo que fue un genocidio más amplio cometido por Serbia.
La Corte Internacional de Justicia se alejó de las conclusiones factuales y legales de la Cámara de Apelaciones del TPIY en el caso Dusko Tadic. En la sentencia emitida en julio de 1999, la Cámara de Apelaciones encontró que el Ejército de la República Srpska estaba "bajo control total" de Belgrado y del Ejército de la República de Bosnia y Herzegovina, lo que significaba que habían financiado, equipado y ayudado en la coordinación y planificación de las operaciones militares. Si la Corte Internacional de Justicia hubiera aceptado esta conclusión del Tribunal, Serbia habría sido encontrada culpable de complicidad en la masacre de Srebrenica. En su lugar, se concluyó que la Cámara de Apelaciones en el caso Tadic "no intentó determinar la responsabilidad de un Estado, sino la responsabilidad penal individual". Paradójicamente, el resultado de esta demanda legal presentada en marzo de 1993 llegó demasiado pronto para Bosnia y Herzegovina. Radovan Karadzic fue detenido más de un año después que la CIJ diera su sentencia y Ratko Mladic, también acusado del genocidio bosnio, fue arrestado el 26 de mayo de 2011. Slobodan Milošević murió durante su juicio y tres juicios a ex oficiales serbios se han iniciado recientemente.
Aunque los fiscales del TPIY tenían acceso a ellas durante los juicios, algunas de las actas de las reuniones de los líderes políticos y militares de Yugoslavia durante la guerra no fueron hechas públicas porque el TPIY aceptó el argumento serbio que hacerlo dañaría la seguridad nacional de Serbia. Si bien la CIJ podía haber citado los documentos directamente de Serbia, no lo hizo y confió en su lugar en aquellos hechos públicos durante los juicios del TPIY. Dos de los jueces de la CIJ criticaron esta decisión en disensiones fuertemente expresadas. Marlise Simons, al informar sobre esto en el New York Times, sostiene que "cuando los documentos fueron entregados al TPIY, los abogados dijeron que un equipo de Belgrado ha dejado en claro en cartas al tribunal y en reuniones con los fiscales y jueces que quería los documentos expurgados para evitar dañar el caso de Serbia en la Corte Internacional de Justicia. Los serbios no ocultaron esto, incluso cuando arguyeron que la 'seguridad nacional' dependía de su caso. Simons continua al afirmar que Rosalyn Higgins, la presidenta de la CIJ, declinó hacer comentarios cuando le preguntaron la razón por la que los registros completos no habían sido citados, al decir que "el fallo habla por sí mismo". Diane Orentlicher, una profesora de leyes en la Universidad Norteamericana en Washington, comentó "¿Por qué la corte no solicitó los documentos completos? El hecho de que no se dieran luces implica claramente que estos pasajes habrían hecho una diferencia." Asimismo, William Schabas, un profesor de derecho internacional en la Universidad de Irlanda en Galway, sugirió que siendo una corte más civil que una penal, la CIJ estaba más acostumbrada a apoyarse en materiales puestos para ello más que en perseguir agresivamente la evidencia, lo que podría llevar a un incidente diplomático.
Algunos comentaristas creen que la masacre de Srebrenica no fue un genocidio. Comúnmente, citan que se perdonó en su mayoría la vida de mujeres y niños y que solo fueron fijados como objetivos los hombres en edad militar. Esta visión no es apoyada por las conclusiones de la CIJ o el TPIY.